# Iraqi Airways

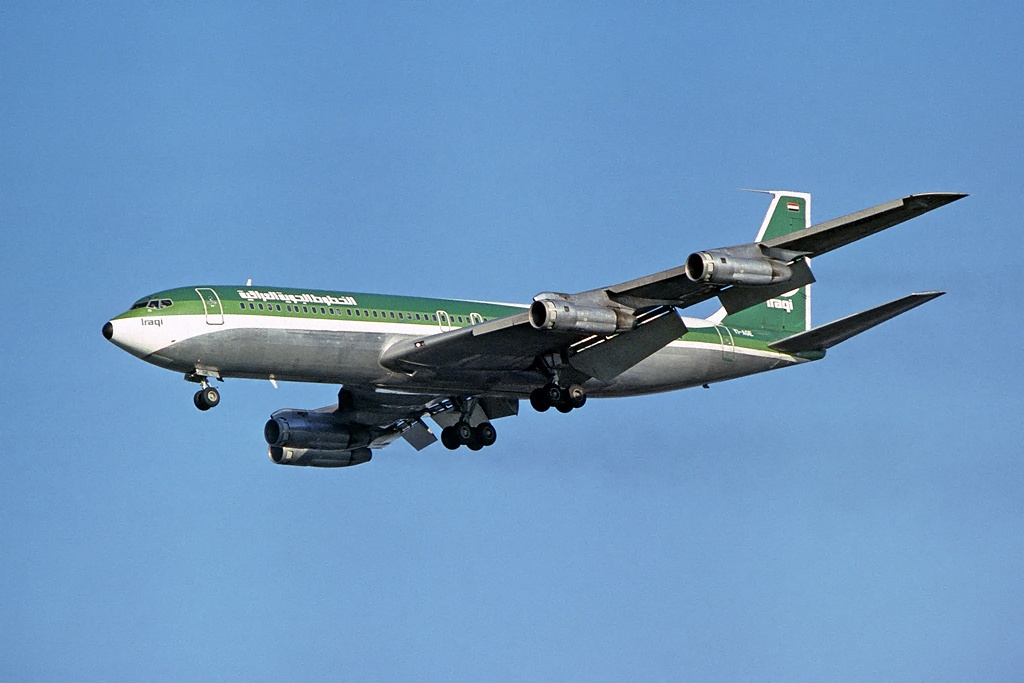
Boeing 707 der Iraqi Airways, 1976

Iraqi Airways (arabisch الخطوط الجوية العراقية al-chuṭūṭ al-dschawwiyya al-ʿirāqiyya) ist die staatliche Fluggesellschaft des Iraks mit Sitz in Bagdad und Basis auf dem Flughafen Bagdad. Sie ist Mitglied der Arab Air Carriers Organization. Die Fluggesellschaft ist derzeit auf der EU-Flugsicherheitsliste geführt und damit vom Flugbetrieb in der Europäischen Union ausgeschlossen.

## Geschichte

### Erste Jahre und Aufstieg
Iraqi Airways wurde 1945 gegründet. Die ersten eingesetzten Maschinen waren vom Typ De Havilland DH.89 Dragon Rapide, welche bis 1955 nach und nach durch Vickers Viscount ersetzt wurden.
Mit dem Einläuten des Zeitalters der Strahlflugzeuge wurde die Flotte rasch mit russischen Tupolew Tu-124 und britischen Hawker Siddeley Trident modernisiert. Mit diesen Flugzeugen konnte Iraqi ihr Flugnetz über den Nahen Osten hinaus nach Afrika und Europa erweitern. In dieser Zeit beschaffte man sich auch Frachtmaschinen des Typs Iljuschin Il-76.
In den 1970er Jahren erhielt Iraqi Airways Landerechte für den John F. Kennedy International Airport in New York, was allerdings den Erwerb größerer Flugzeuge – des Typs Boeing 707 – nötig machte. Bald darauf wurden auch Boeing 747 in die Flotte aufgenommen. Im Jahr 1979 wurde Saddam Hussein Präsident des Iraks, was im Nachhinein betrachtet als Wendepunkt der Airline gilt.

### Niedergang in den 1980er- und 1990er-Jahren

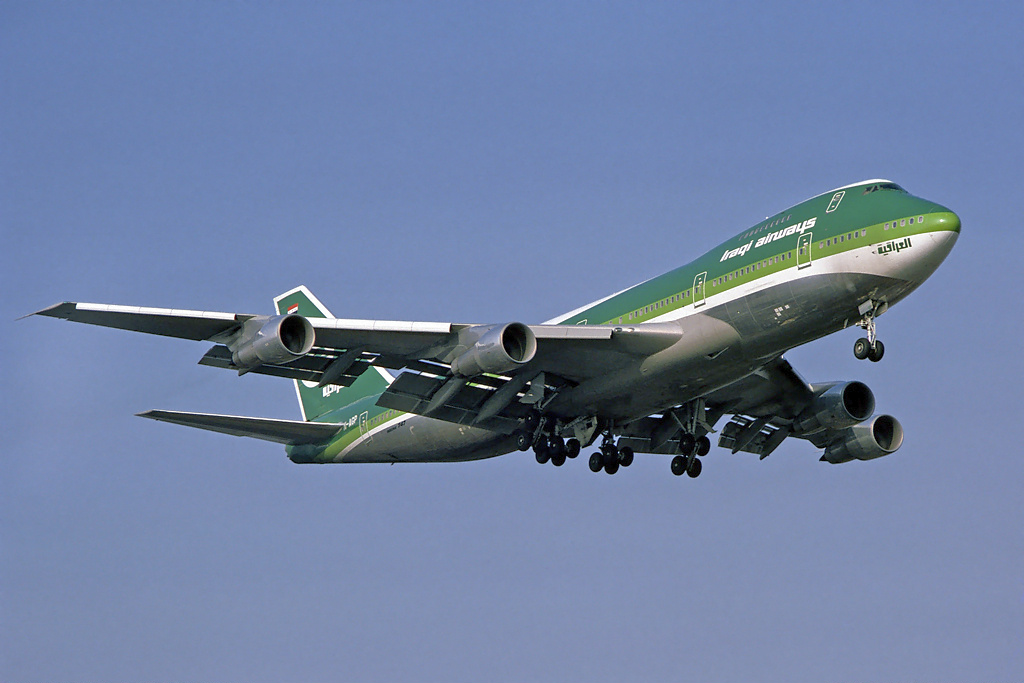
Boeing 747-200 der Iraqi Airways 1983

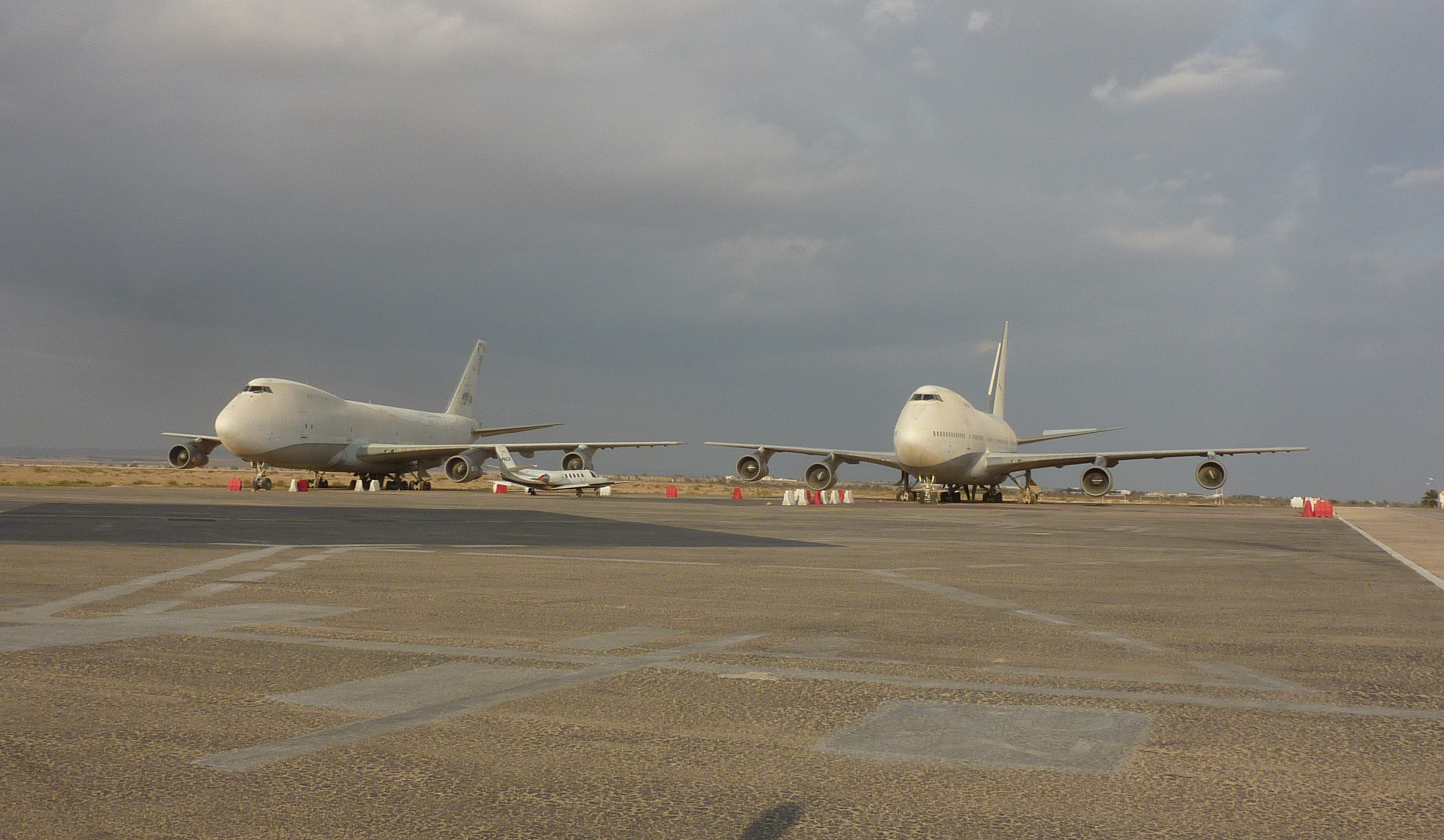
Zwei abgestellte Iraqi Airways Boeing 747 auf dem Flughafen Tozeur-Nefta

In den 1980er Jahren konnte Iraqi sein Streckennetz größtenteils aufrechterhalten; der Iran-Irak-Krieg konnte dem wenig anhaben. Nach der irakischen Invasion 1990 in Kuwait, welche den zweiten Golfkrieg einläutete, wurde die Fluggesellschaft wegen des Embargos der UNO gegen den Irak zum Grounding gezwungen. Vor der Invasion verschob die Airline alle ihre damals 17 Flugzeuge ins Ausland, abgesehen von sicher zwei Maschinen in Tunesien hauptsächlich nach Jordanien.
Trotz des Leidenswegs blieben viele der 800 Angestellten optimistisch, was die Zukunft der Gesellschaft anging. Vermutlich besaßen die Mechaniker das einzige Triebwerk im ganzen Irak zu Übungszwecken in der Hoffnung, Iraqi würde eines Tages ihre Dienste wieder benötigen.
Ab 1992 war es der Gesellschaft wieder erlaubt, Inlandsflüge durchzuführen. Diese starteten im Januar mit einem Flug nach Basra mit einer Antonow An-24. Meistens jedoch konnten diese Flüge auf Grund der von den US-Amerikanern und Engländern verhängten Flugverbotszonen gar nicht durchgeführt werden. Gelegentlich wurden in den 1990er-Jahren auch Pilgerflüge zu den muslimischen heiligen Stätten durchgeführt.

### Entwicklung nach dem dritten Golfkrieg

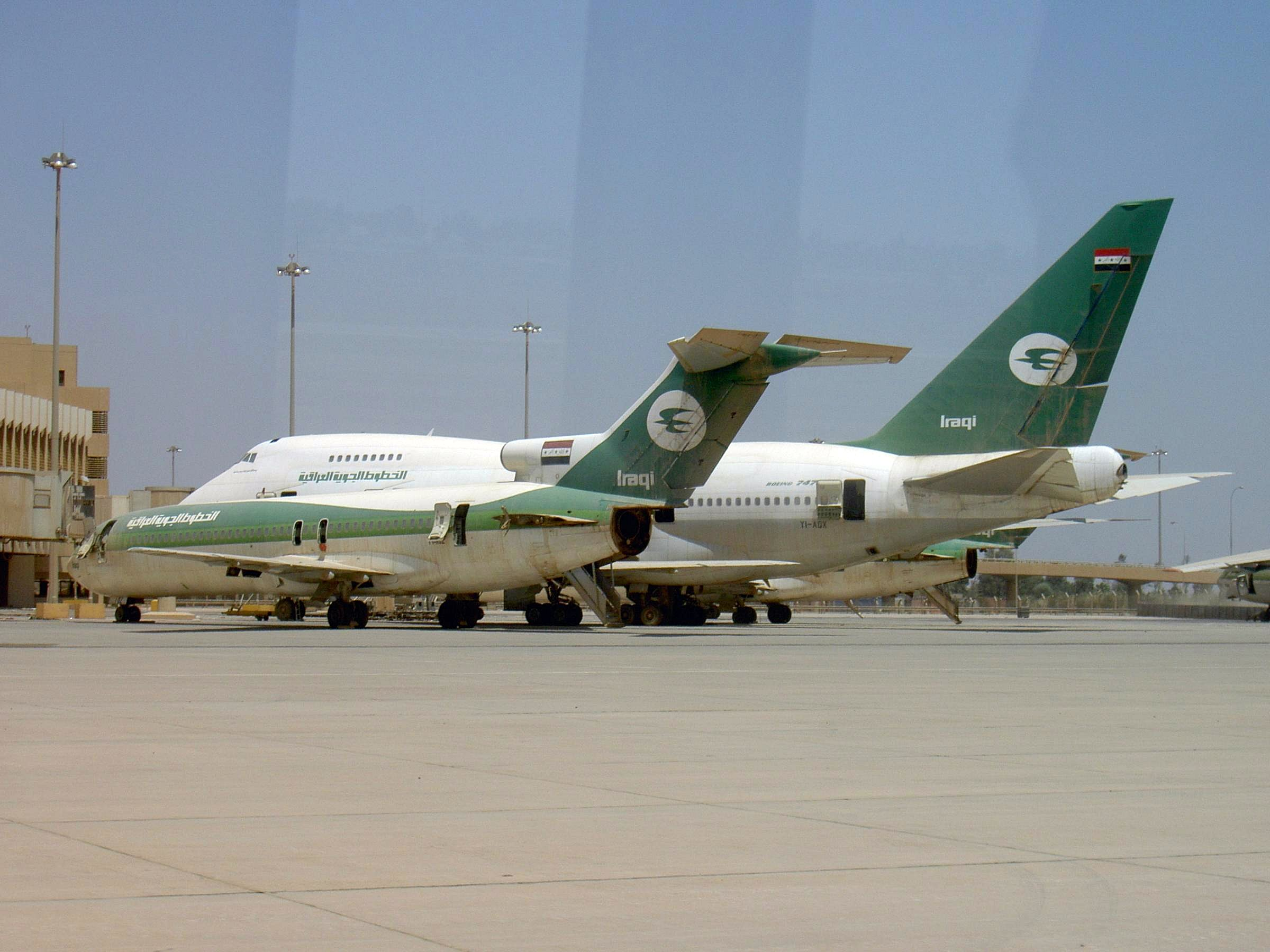
Abgestellte und ausgeschlachtete Boeing 727 und 747SP der Iraqi Airways nach dem Irakkrieg 2004

Nach dem dritten Golfkrieg wurde das Interesse an internationalen Flügen neu belebt. Man hoffte, Iraqi würde wieder einen internationalen Status erhalten, damit man mit Verhandlungen über Landerechte in anderen Staaten beginnen konnte.
So kündigte das Management am 30. Mai 2003 offiziell die Wiederaufnahme des internationalen Flugverkehrs an. Der erste Flug fand am 3. Oktober 2004 von Bagdad nach Amman in Jordanien statt.
Am 4. Juni 2005 fand der erste Inlandslinienflug seit dem Sturz der Regierung von Saddam Hussein statt. Man flog mit 100 Passagieren in einer Boeing 727-200 von Bagdad nach Basra. Und am 6. November flog eine Maschine von Bagdad nach Teheran im Iran - zum ersten Mal nach 25 Jahren. Der Flug wurde, wie alle anderen Flüge auch, von der jordanischen Gesellschaft Teebah Airlines im Auftrag der Iraqi durchgeführt. Ab Sommer 2005 wurden auch die Städte Erbil und Sulaimaniyya in den Flugplan aufgenommen.
2009 präsentiert sich Iraqi Airways mit einer wesentlich moderneren Flotte und plant eigene Flüge aufzunehmen. Im August 2009 vereinbarten Iraqi Airways und Blue Wings eine Zusammenarbeit, um gemeinsame Flüge zwischen dem Irak und Europa zu ermöglichen. Am 25. April nahm Iraqi zum ersten Mal wieder eine Verbindung nach London auf.
Im Mai 2010 wurde bekannt, dass die Fluggesellschaft innerhalb von drei Jahren aufgelöst werden solle. Als Grund wurden finanzielle Forderungen der Kuwait Airways genannt. Im Mai 2012 wurde jedoch bekannt, dass der Streit durch eine Ausgleichszahlung beigelegt wurde und Iraqi Airways ihren Betrieb weiterführen wird.
Im Februar 2013 kündigte Iraqi Airways neben einer bereits begonnenen Modernisierung der Flotte mit Airbus A320 und A330 sowie Boeing 777 auch einen Ausbau des Streckennetzes an. Unter anderem wird nach der Beilegung des über 20 Jahre andauernden Konflikts Kuwait wieder angeflogen. Zudem soll ein neues Corporate Design eingeführt werden.
Im August 2015 wurde Iraqi Airways aus Sicherheitsgründen auf die Liste der Betriebsuntersagungen für den Luftraum der Europäischen Union gesetzt.
Im Sommer 2021 reisten als Belarus-Touristen getarnte Flüchtlinge nach Minsk, vor allem mit Iraqi Airways. Eine Boeing 747-400 mit dem Kennzeichen YI-AQQ war mehrmals im Einsatz zwischen Baghdad und Minsk unterwegs. Auch aus Basra, Erbil und Sulaymaniyah kamen Flüge der irakischen Fluggesellschaft an.

## Flugziele

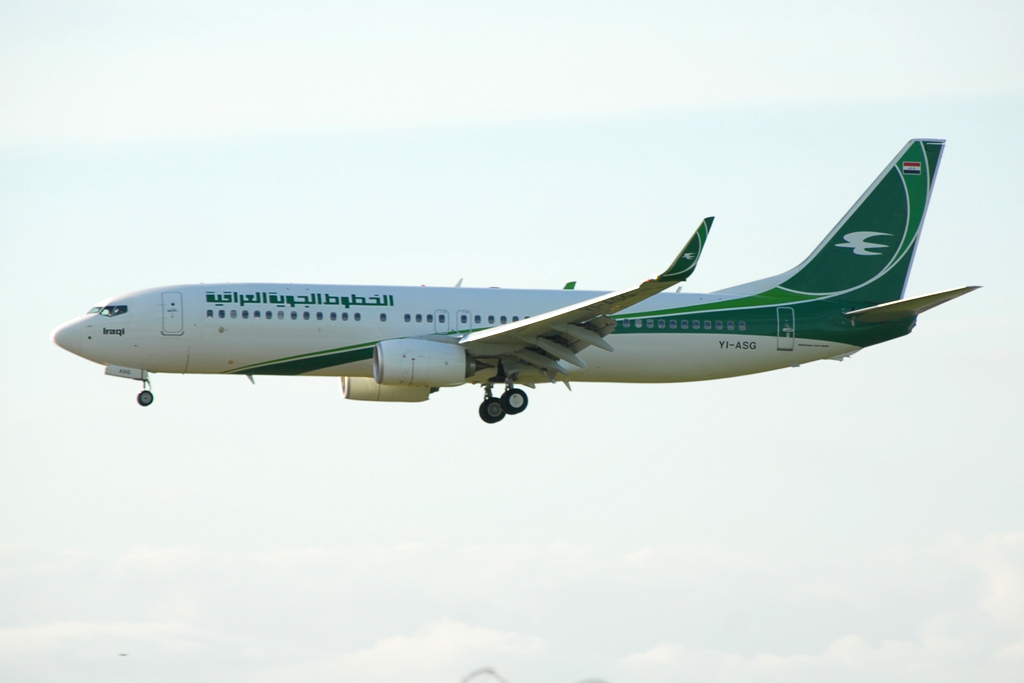
Boeing 737-800 der Iraqi Airways

Iraqi Airways bedient 35 nationale und internationale Ziele im Nahen Osten, Asien, Nordafrika und Europa. In Europa werden aufgrund des Flugverbotes der Europäischen Union unter anderem Frankfurt am Main, Düsseldorf, Berlin mit einer geleasten Boeing 737-800 der AirExplore angeflogen.

## Flotte

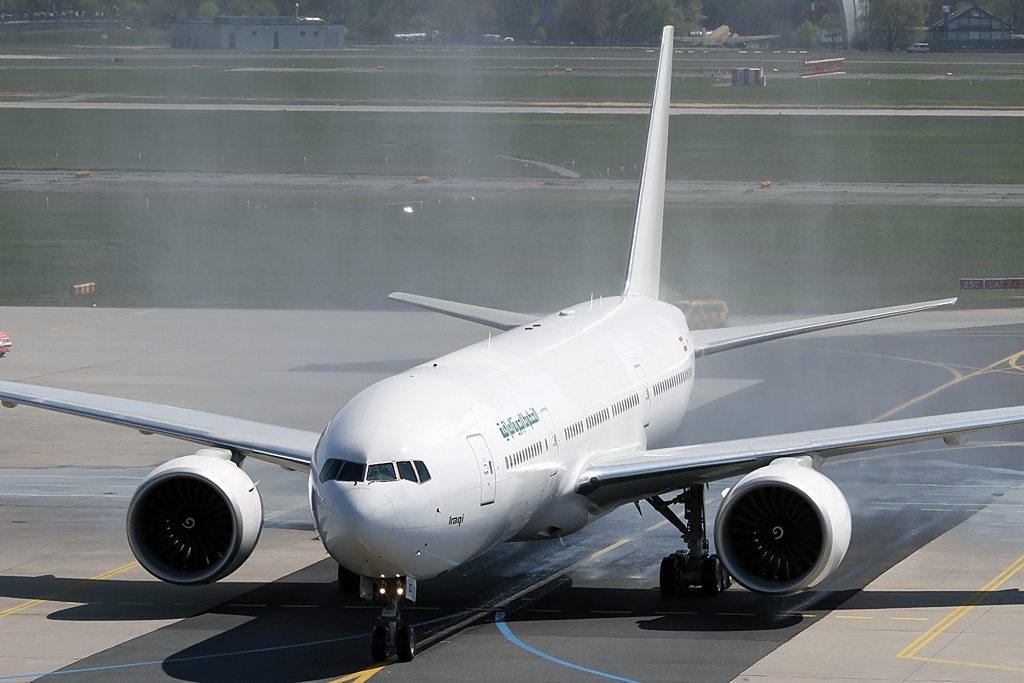
Boeing 777-200LR der Iraqi Airways

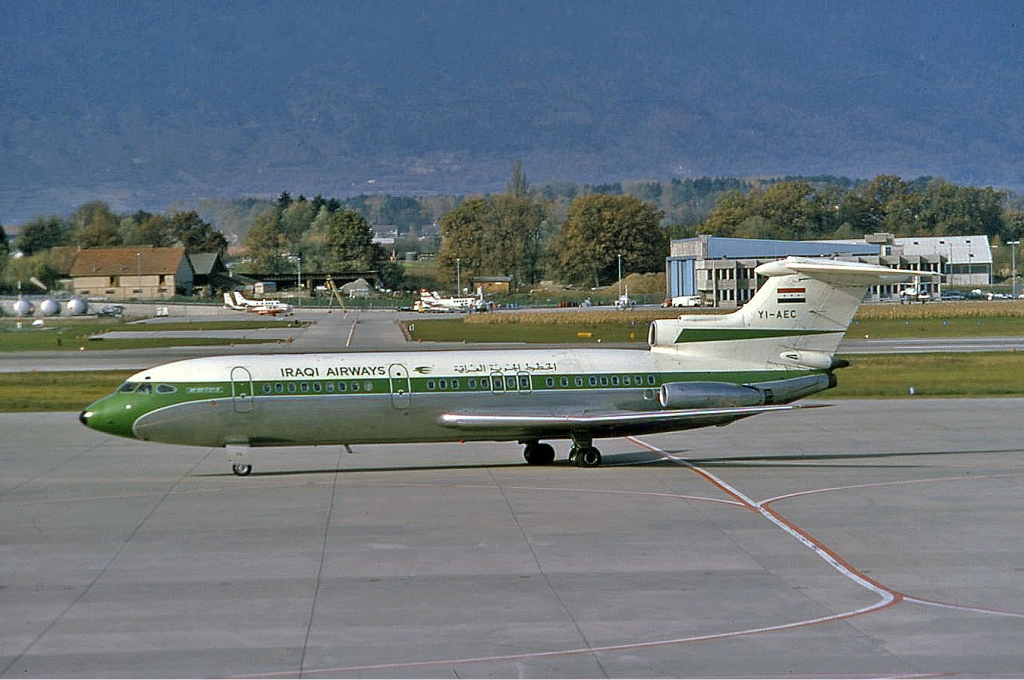
Hawker Siddeley Trident 1E der Iraqi Airways

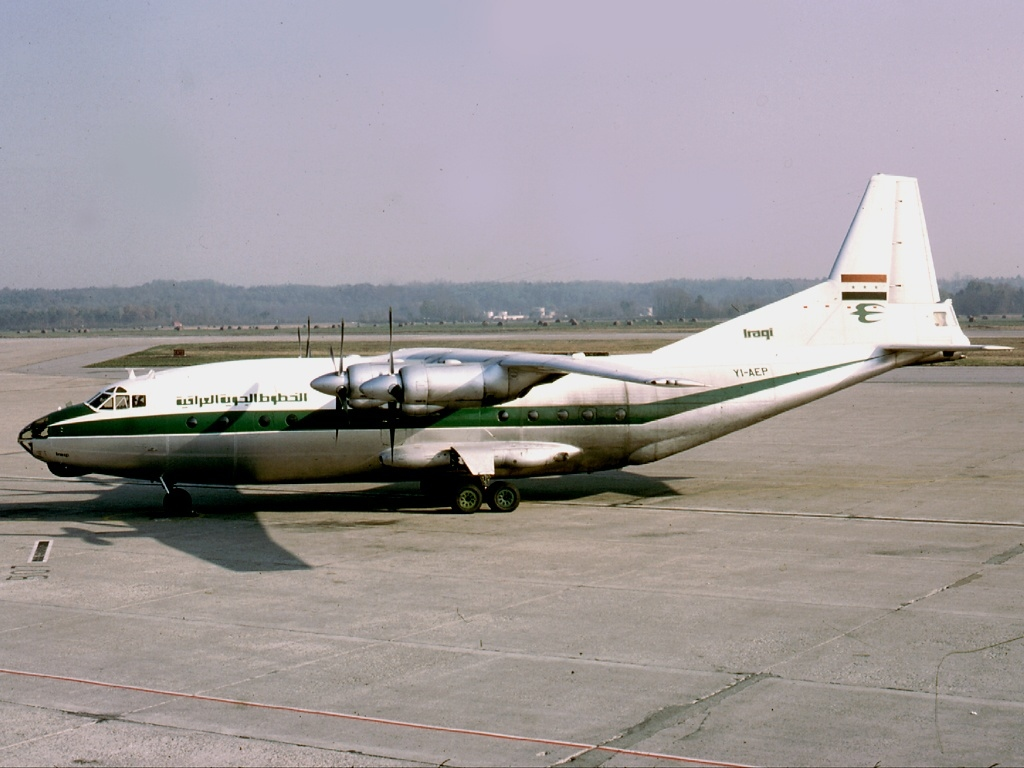
Antonow An-12BP der Iraqi Airways

### Aktuelle Flotte
Mit Stand November 2024 besteht die Flotte der Iraqi Airways aus 41 Flugzeugen mit einem Durchschnittsalter von 8,8 Jahren:
| Flugzeugtyp       | Anzahl | bestellt                              | Anmerkungen                              | Sitzplätze(Business/Eco) | Durchschnittsalter |
| ----------------- | ------ | ------------------------------------- | ---------------------------------------- | ------------------------ | ------------------ |
| Airbus A220-300   | 5      |                                       | vier inaktiv                             | 132 (12/120)             | 2,2 Jahre          |
| Airbus A320-200   | 3      |                                       | einer inaktiv                            | 180 (-/180)              | 12,1 Jahre         |
| Airbus A321-200   | 2      |                                       | einer inaktiv                            | 220 (-/220)              | 14,3 Jahre         |
| Airbus A330-200   | 1      |                                       | inaktiv                                  | 288 (24/264)             | 12,2 Jahre         |
| Boeing 737-700    | 1      |                                       | inaktiv                                  | – Offen –                | 17,7 Jahre         |
| Boeing 737-800    | 13     |                                       | sechs inaktiv; mit Winglets ausgestattet | 162 (12/150)             | 9,8 Jahre          |
| Boeing 737-800    | 1      | betrieben für die irakische Regierung | VIP                                      |                          | 9,8 Jahre          |
| Boeing 737 MAX 8  | 6      | 4                                     |                                          | – Offen –                | 1,7 Jahre          |
| Boeing 777-200LR  | 1      |                                       | inaktiv                                  | 364 (14/350)             | 12,6 Jahre         |
| Boeing 787-8      | 2      | 8                                     | Erste Auslieferung 06/2023               | – Offen –                | 1,3 Jahre          |
| Bombardier CRJ900 | 6      |                                       | drei inaktiv                             | 90 (-/90)                | 15,2 Jahre         |
| Gesamt            | 41     | 12                                    |                                          |                          | 8,8 Jahre          |

### Ehemalige Flugzeugtypen
In der Vergangenheit setzte Iraqi Airways bereits folgende Flugzeugtypen ein:
- Antonow An-12
- Antonow An-24
- Boeing 707
- Boeing 727-200
- Boeing 737-200, -300, -400, -700
- Boeing 747-200, -400
- Boeing 747SP
- Boeing 767-200, -300
- Dassault Falcon
- De Havilland DH.104 Dove
- Douglas DC-3/C-47
- Hawker Siddeley Trident
- Iljuschin Il-76
- Lockheed L-1329 JetStar
- Tupolew Tu-124
- Tupolew Tu-134
- Vickers Viking
- Vickers Viscount

## Zwischenfälle

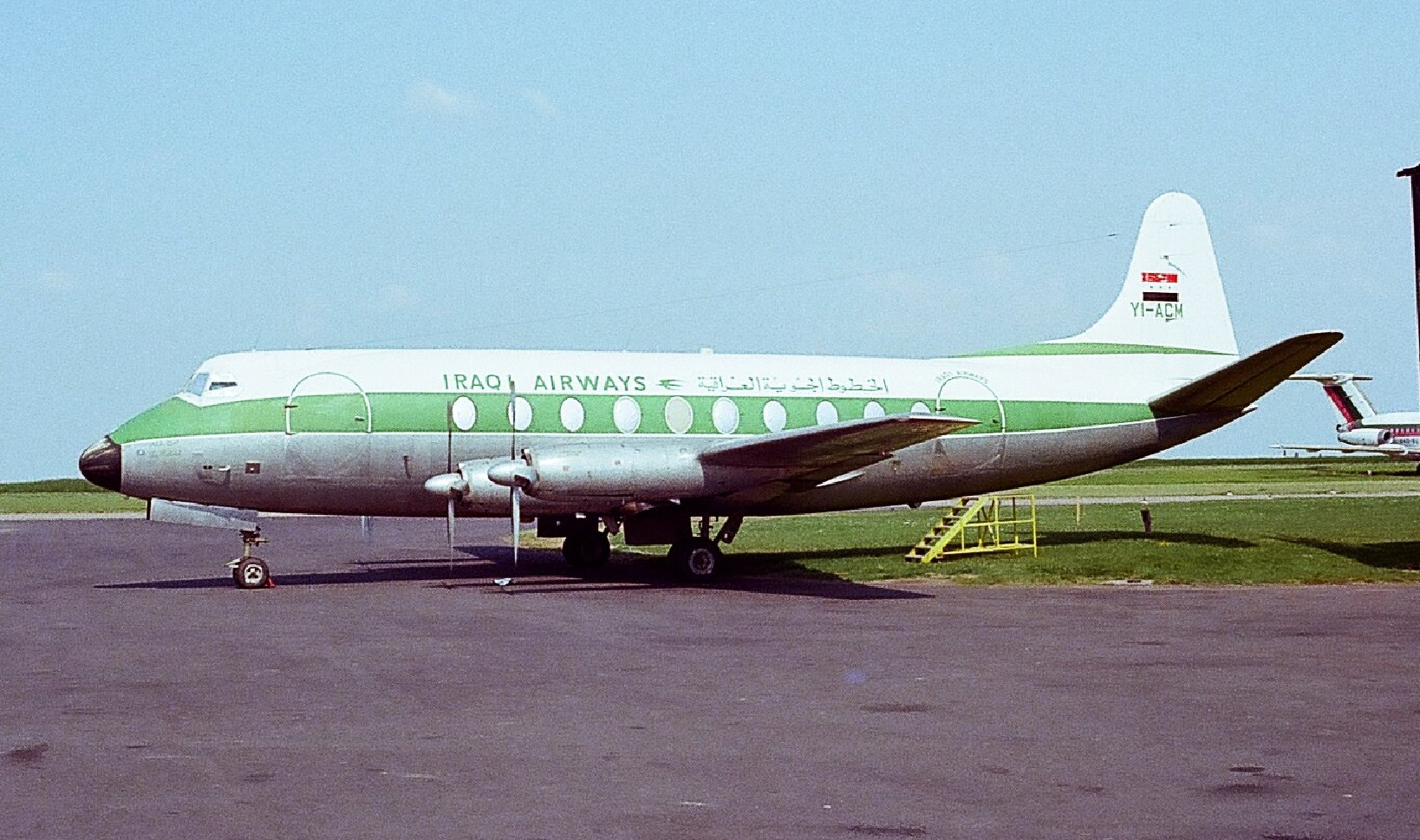
Vickers Viscount 735 der Iraqi Airways, baugleich mit der am 17. April 1973 verunglückten

Iraqi Airways zählte bis Juli 2018 elf schwere Zwischenfälle mit Totalverlust des Flugzeugs, davon drei mit insgesamt 
67 Todesopfern. Auszüge:
- Am 10. Oktober 1955 geriet eine Vickers Viking 1B der Iraqi Airways (Luftfahrzeugkennzeichen YI-ABQ) beim Start vom Flughafen Bagdad (Irak) von der Startbahn ab, kollidierte mit einem Graben und ging in Flammen auf. Alle 19 Insassen überlebten den Unfall.[16]

- Am 19. März 1965 brach an einer Vickers Viscount 773 der Iraqi Airways (YI-ACU) nach der Landung auf dem Flughafen Kairo (Ägypten) eine Hydraulikleitung, wodurch die Hydraulikflüssigkeit auslief und die Bremsen und Bugradsteuerung ausfielen. Die steuerlose Maschine kollidierte mit einer Reihe von Lampen und wurde irreparabel beschädigt. Alle Insassen blieben unverletzt.[17]

- Am 17. April 1973 machte eine Vickers Viscount 735 (YI-ACL) eine Bauchlandung auf dem Flughafen Mossul, nachdem der gesamte Treibstoff verbraucht war. Alle 33 Insassen überlebten den Unfall; die Maschine wurde irreparabel beschädigt.[18]

- Am 25. Dezember 1986 ereignete sich der bisher schwerste Zwischenfall bei Iraqi Airways. Auf dem Weg von Bagdad nach Amman versuchten vier Terroristen etwa 55 Minuten nach dem Start in einer Höhe von ungefähr 8000 Meter (FL260), in das Cockpit einer Boeing 737-200 (YI-AGJ) einzudringen. Während Flugsicherheitsbegleiter der Iraqi Airways versuchten, die Situation unter Kontrolle zu bringen, wurde eine Handgranate in die Passagierkabine geworfen, woraufhin umgehend ein Notabstieg eingeleitet wurde. Etwa bei Erreichen von 5000 Meter Höhe (FL160) explodierte im Cockpit eine Handgranate. Beim Versuch einer Notlandung in ʿArʿar wurde das Landebahnende überrollt. Dabei kamen 63 der 106 Menschen an Bord ums Leben.[19]

- Im Februar 1991 (genaues Datum unbekannt) wurde eine Tupolew Tu-124V der Iraqi Airways (YI-AEL) auf dem Flughafen Bagdad (Irak) durch Bomben der USA und ihrer Verbündeten während des Golfkriegs zerstört. Über Personenschäden ist nichts bekannt, es gab jedoch keine Todesfälle.[20]

- Im Februar 1991 (genaues Datum unbekannt) wurde eine Tupolew Tu-124V der Iraqi Airways (YI-AEY) auf dem Flughafen Bagdad (Irak) durch Bomben der USA und ihrer Verbündeten während des Golfkriegs zerstört. Über Personenschäden ist nichts bekannt, es gab jedoch keine Todesfälle.[21]